# Elates
Elates – rodzaj ryb skorpenokształtnych z rodziny płaskogłowowatych.

## Klasyfikacja
Gatunek zaliczany do tego rodzaju:
- Elates ransonnettii